# Pigwalk
Pigwalk es el segundo álbum de estudio oficial de la banda de rap metal estadounidense Stuck Mojo. Este álbum es considerado como un hito en el género de rap metal. Stuck Mojo interpretó Here Comes the Monster y Mental Meltdown en el programa de MTV de 1996 Headbanger's Ball. Un video musical fue creado para la canción "Pigwalk". A pesar de esto, el álbum alcanzó un éxito poco convencional, al igual que el álbum de estudio anterior, Snappin' Necks. El 2006, el álbum fue reeditado, añadiendo el EP Violated completo, más dos canciones versionadas inéditas, Wrathchild de Iron Maiden y Shout at the Devil de Mötley Crüe.

## Lista de canciones
| N.º | Título                    | Duración |  |
| 1.  | «Pigwalk»                 | 3:44     |  |
| 2.  | «Mental Meltdown»         | 4:46     |  |
| 3.  | «Here Comes the Monster»  | 3:39     |  |
| 4.  | «Twisted»                 | 3:39     |  |
| 5.  | «Sermon»                  | 1:43     |  |
| 6.  | «Despise»                 | 3:12     |  |
| 7.  | «Animal»                  | 3:48     |  |
| 8.  | «Only the Strong Survive» | 4:54     |  |
| 9.  | «Violated»                | 3:24     |  |
| 10. | «Inside My Head»          | 4:12     |  |
| 11. | «Down Breeding»           | 3:58     |  |

| Bonus track |                                                 |          |  |
| N.º         | Título                                          | Duración |  |
| 12.         | «F.O.D.» (Grabación en directo)                 | 4:12     |  |
| 13.         | «Here Comes the Monster» (Grabación en directo) | 3:51     |  |

- Datos: Q9059585